# Gilberto González
Gilberto Carlos González Parra (Caracas, 15 december 1970) is een Venezolaanse triatleet. Hij nam tweemaal deel aan de Olympische Spelen, maar won hierbij geen medailles.
Gonzalez deed in 2000 mee aan de eerste triatlon op de Olympische Spelen van Sydney. Hij behaalde een 37e plaats met een tijd van 1:52.13,03. Vier jaar later op de Olympische Spelen van Athene deed hij opnieuw mee. Hij behaalde een 36e plaats met een tijd van 1:59.12,20.
In 1999 won hij een gouden medaille tijdens de Pan-Amerikaanse Spelen in Winnipeg. Zijn beste resultaten zijn het winnen van twee wereldbekerwedstrijden in Cancún en Noosa.
Sinds 1996 is hij wiskunde-professor op de Universiteit van Los Andes. Hij is getrouwd en heeft een zoon en een dochter.

## Palmares

### triatlon
- 1995: 35e WK olympische afstand in Cancún - 1:53.08
- 1997: 13e WK olympische afstand in Perth - 1:50.44
- 1998:  ITU wereldbekerwedstrijd in Noosa
- 1998:  ITU wereldbekerwedstrijd in Cancún
- 1999:  Pan-Amerikaanse Spelen in Winnipeg - 1:48.17
- 1999: DNF WK olympische afstand in Montreal
- 2000:  ITU wereldbekerwedstrijd in Toronto
- 2000:  ITU wereldbekerwedstrijd in Corner Brook
- 2000: 37e Olympische Spelen van Sydney - 1:52.13,03
- 2001: 41e WK olympische afstand in Edmonton - 1:52.34
- 2003: 12e Pan-Amerikaanse Spelen in Winnipeg - 1:56.16
- 2004: 36e Olympische Spelen van Athene - 1:59.12,20
- 2006: 45e WK olympische afstand in Lausanne - 1:58.41
- 2007: 24e Pan-Amerikaanse Spelen in Rio de Janeiro - 1:58.23,05